# Метилтестостерон
Метилтестостеро́н (17-метилтестостерон, 17α-метиландростен-4-ол-17β-он-3) — синтетический стероидный гормон — андроген, метилпроизводное тестостерона.
Бесцветные кристаллы, растворим в ацетоне и этаноле, практически нерастворим в воде.
В медицинской практике применяется как синтетический аналог тестостерона перорального применения.

## История
Метилтестостерон был синтезирован в 1935 году, с 1936 году применяется в медицинской практике под торговым названием «Нео-Хомбреол» (Neo-Hombreol) и «Метандрен» (Metandren) в виде таблеток, содержащих 5 мг метилтестостерона, для трансбуккального приёма (рассасывания под язык), а также в ампулах по 5, 10 и 25 мг для внутримышечных инъекций. В конце 1930-х гг. препарат впервые рекомендуется в журналах для спортсменов и бодибилдеров. Поскольку побочные эффекты от приёма стероидных препаратов тогда ещё не были известны, препарат отпускается не рецептурно в аптеках, а распространяется как «натуральная добавка» (natural supplement) в рекламных каталогах, журналах для мужчин и доступен для заказа по почте. Тогда же начинается практика гормональной терапии худобы, ломкости костей, повышения либидо и прочих целей, а также употребление препаратов на основе метилтестостерона бодибилдерами, которое приобретает массовый характер к середине 1950-х гг. Препарат «Нео-Хомбреол» позиционировался как универсальное средство от: головной боли, меланхолии, неуверенности, усталости, раздражительности, бессоницы, расстройств памяти и концентрации внимания, вазомоторных расстройств, заболеваний мочеполовой системы, гиперплазии предстательной железы. В экспериментальном порядке препарат назначали для лечения диабета и онкологических заболеваний (не подозревая о его побочных эффектах), и даже прописывали женщинам. В годы Второй мировой войны и Корейской войны метилтестостерон систематически испытывался на раненых военных как рекуперативное средство для более быстрого заживления ран и восстановления костных и мышечных тканей после ранений. К 1950 году появились первые системные клинические свидетельства того, что употребление препарата с высокой долей вероятности может привести к мужскому бесплодию и злокачественным образованиям предстательной железы.

## Лекарственные формы и применение
Метилтестостерон выпускается в форме таблеток, синонимы — Androral, Glosso-Sterandryl, Hormale, Madiol, Malogen, Metandren, Methyltestosterone, Oraviron, Oreton M, Stenendiol, Testoral, Virormoneoral.
Препараты применяют при гипофункции половых желез у мужчин, раке молочных желез у женщин, также для выявления реакции гипофиза на повышение уровня тестостерона в крови и в качестве кратковременной заместительной терапии при подборе основного препарата заместительного лечения.
Препарат вызывает кратковременное (4-6 часов) повышение уровня свободного тестостерона в крови. Повышает маскулинную агрессивность. При курсовом применении обладает всеми эффектами эндогенного тестостерона. Применение в высоких дозах влечет эффект деградации клеток Лейдига и Сертоли в яичках, вызывает их общую гипоплазию. В начале применения резко повышает фертильность эякулята, затем снижает её.
В случае проявлений эффекта супрессии функции яичек препаратами тестостерона применяется Хорионический Гонадотропин в очень-очень маленьких дозах (от 500 МЕ (международных единиц ) 3 раза в неделю (максимальная недельная дозировка не должна превышать 1500 МЕ , те , колоть нужно по 500 МЕ за раз и повторять процедуру через 3 дня ( пример : 1) понедельник , четверг , воскресенье ; 2) вторник(этой недели) , пятница , понедельник (следующей недели) ; 3) среда(этой недели) , суббота , вторник (следующей недели) .
Курс должен продолжаться до  тех пор , пока яички не начнут откликаться на гонадотропин и вырабатывать тестостерон при введении гонадотропина  ). Далее для снижения ароматизации (применяют ингибиторы ароматазы : анастразол , летрозол , экзиместан ) и стимулировании гипофиза применяют ( Кломифена цитрат (др. название "Кломид") в течение 2-3 недель.
Препарат относится к классу допингов, ввиду сильного повышения силы и выносливости на фоне его применения. Запрещен к свободному обороту в большинстве стран, кроме некоторых (Турция, Египет, Таиланд). В России препараты тестостерона — предмет строгого рецептурного учёта.

## Побочные эффекты
Препарат имеет следующие побочные эффекты: гинекомастия, переходящая холестатическая желтуха, повышение активности печеночных трансминаз, повышение давления ввиду накопления в организме воды, акне и др.
В настоящее время ввиду широкого спектра других производных тестостерона с меньшими побочными эффектами, его использование неоправдано. Однако ввиду того, что метилтестостерон является весьма маложивущим в организме препаратом, возможна быстрая отмена препарата, например, в начале терапии андрогенами для оценки общей переносимости и понимания индивидуальных реакций, подборе дозировок.